# Hasselager
Hasselager är en liten förort till Århus i Danmark, belägen cirka 8 kilometer sydväst om centrum. Området har på senare tid vuxit ihop alltmer med Kolt. Det är också i Kolt mataffärer och en klinik finns. I orten bor omkring 4 000 invånare, främst av dansk härkomst.

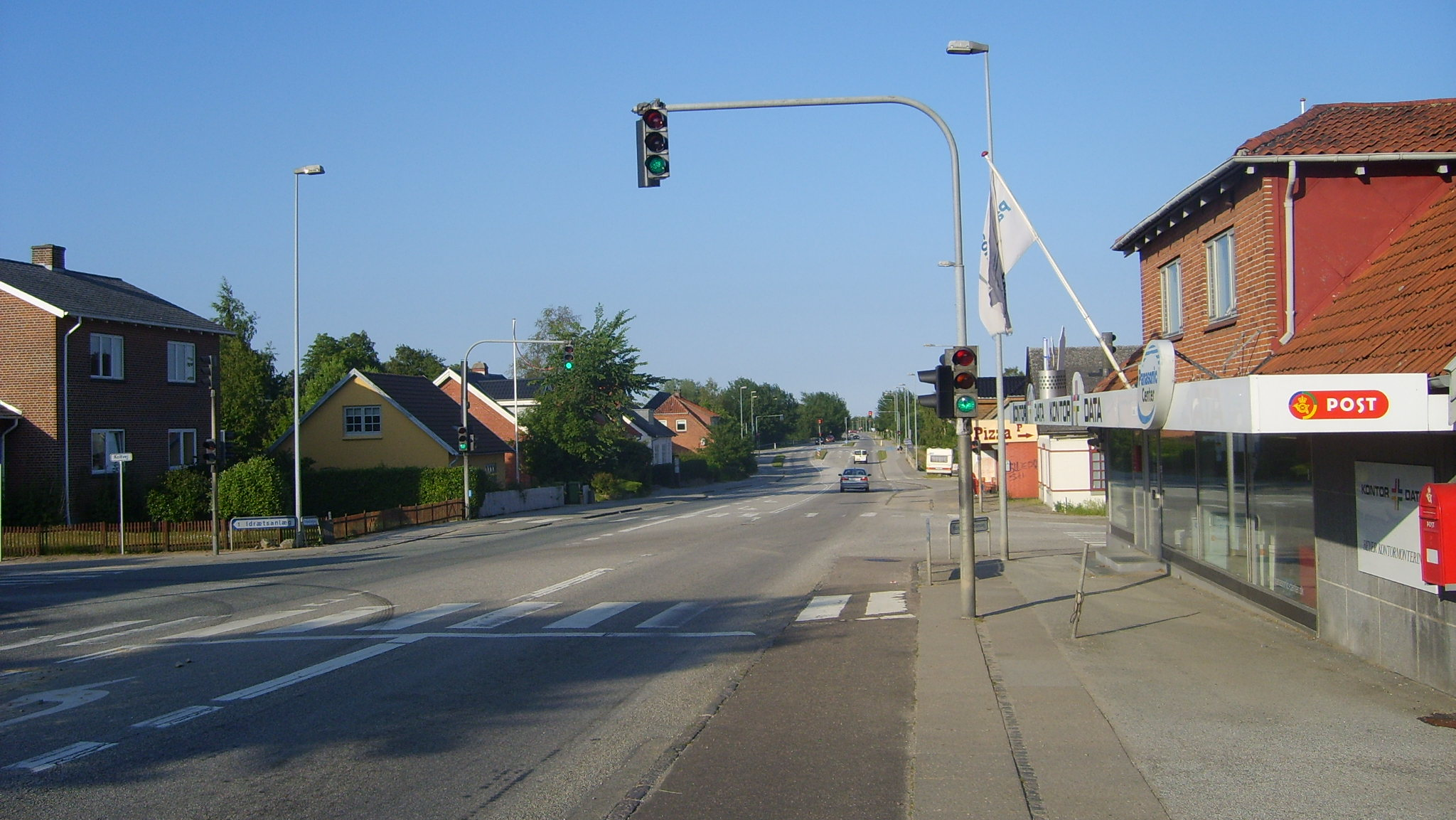
Hasselager centrum